# Тунджер, Гюльсен
Гюльсе́н Тундже́р (тур. Gülsen Tuncer; род. 20 октября 1945, Адана) — турецкая актриса

 театра, кино, телевидения и озвучивания, кинорежиссёр

, автор песен, композитор, художественный руководитель и академик.

## Ранние годы
Гюльсен Тунджер родилась 20 октября 1945 года в Адане (Турция). Она окончила Стамбульскую среднюю школу для девочек и среднюю школу в Стамбульском колледже Тархан. Окончила театральный факультет Стамбульской муниципальной консерватори и изучала театральное искусство, пение и фехтование в Центре языка и культуры Нишанташи. В студенческие годы активно участвовала в деятельности Турецкой национальной студенческой федерации, была успешной студенткой и представителем студентов.

## Карьера
Тунджер работала менеджером сцен столичного муниципалитета Стамбула Тепебаши и Анкары Чагдаш, выступила как помощник режиссёра в 37-ми фильмах. Она работала автором песен и диалогов, директором по экологическому планированию и производству. Начала свою профессиональную театральную карьеру в 1968 году с участия в спектакле «Зилли Зарифе» в театре Гюльриз Сурури-Энгина Цеззара.
С 1970-х годов Тунджер выступила как художественный руководитель и организатор более трёхсот массовых политических демонстраций, поставила агитационные шоу в таких местах, как «Стамбульский театр под открытым небом» и «Дворец спортивных выставок». Работая в демократических женских организациях, она принимала участие в подготовке женского съезда Умрание, который впервые был созван в Турции.
Тунджер профессионально занимается музыкой, участвовала в радиотеатральных и культурных программах на стамбульском радио TRT, а также брала интервью у артистов в телевизионных программах TRT в первых прямых эфирах. Помимо работы в кино и театре, она организовывала моноспектакли, поэтические и музыкальные представления в Турции и за рубежом (в Германии, Франции, Англии, Греции, Австрии, Бельгии, Нидерландах, Швейцарии).
Тунджер руководила фестивалями демократических организаций и муниципалитетов в Стамбуле и во многих других частях Турции. Является основательницей муниципального фестиваля культуры Алтынолук и фестиваля «Уважение к жизни».
Помимо своих художественных работ, Тунджер была консультантом мэра столичного муниципалитета Стамбула Ахмета Исвана. Она была независимым кандидатом на парламентских выборах и выборах мэра Бейоглу. Отвечала за связи с общественностью в Стамбульской консерватории при поддержке и выборе Недима Отьяма. Под руководством архитектора-археолога Мустафы Уза в течение двух сезонов руководила раскопками в древнем городе Измира — Теосе.
Тунджер является педагогом Стамбульского технического университета, читает лекции по «Эстетике сцены» и «Актёрскому мастерству». Она преподаёт кино и театральное актёрское мастерство в Турецком фонде кино и аудиовизуальной культуры. Читает лекции по истории театра, актёрскому мастерству и драматургии в Культурном центре Садри Алишика.
Тунджер была членом совета директоров в профессиональных организациях Ассоциации киноактёров, Ассоциации театральных актёров и Союза работников кино. По сей день является членом совета директоров и вице-президентом фонда «ФИЛЬМ-САН».

## Личная жизнь
Тунджер замужем за режиссёром, сценаристом и кинооператором Энгином Айча.

## Фильмография
| Год       |     | Русское название                | Оригинальное название         | Роль                |
| --------- | --- | ------------------------------- | ----------------------------- | ------------------- |
| 1972      | ф   | Мыло                            | Kopuk                         |                     |
| 1975      | ф   | Харакири                        | Harakiri                      |                     |
| 1979      | ф   | Море роз                        | Derya Gülü                    | владелица павильона |
| 1979      | ф   | Чёрная голова                   | Kara Kafa                     |                     |
| 1980      | ф   | Я — жертва                      | Kurban Olduğum                |                     |
| 1981      | ф   | Лошадь                          | At                            |                     |
| 1982      | ф   | Интересная атака                | Faize Hücum                   |                     |
| 1982      | с   | Семена и почва                  | Tohum ve Toprak               |                     |
| 1983      | мс  | Три Стамбула                    | Üç İstanbul                   | Зехра               |
| 1984      | ф   | Грязная кровать                 | Dağınık Yatak                 | Гёнюль              |
| 1984      | ф   | Бесмертное дерево               | Ölmez Ağacı                   |                     |
| 1985      | мс  | Придворные сегодня              | Bugünün Saraylısı             | Гюльнаме            |
| 1986      | ф   | В чём вина Фатмагюль?           | Fatmagül'ün Suçu Ne?          |                     |
| 1986      | ф   | Женщина, которую нужно повесить | Asılacak Kadın                | мать Мелек          |
| 1986      | мс  | Королёк — птичка певчая         | Çalıkuşu                      | жена паши           |
| 1986      | ф   | Современный раб                 | Çağdaş Bir Köle               |                     |
| 1987      | ф   | Долгая ночь                     | Uzun Bir Gece                 | жена просителя      |
| 1987      | ф   | Тьма в конце пути               | Yolun Sonundaki Karanlık      | мать Джема          |
| 1987      | ф   | Граммофон Аврат                 | Gramofon Avrat                | портниха Нюрве      |
| 1987      | мс  | Дни огня                        | Ateşten Günler                |                     |
| 1987      | ф   | Афифе Жале                      | Afife Jale                    | мать Афифе Жале     |
| 1987      | ф   | Ипекче                          | İpekçe                        |                     |
| 1987      | ф   | Десять женщин                   | On Kadın                      |                     |
| 1988      | ф   | Луна                            | A ay                          | Нейир               |
| 1988      | ф   | Путешествие на поезде           | Bir Tren Yolculuğu            |                     |
| 1989      | ф   | Она такая женщина               | Öyle Bir Kadin Ki             |                     |
| 1989      | ф   | Нет ночи                        | Hiçbir Gece                   | Айтен               |
| 1989      | ф   | Бог, которого ты знаешь         | Allah'ım Sen Bilirsin         |                     |
| 1989      | с   | Фестиваль жизни                 | Can Şenliği                   | Фадик               |
| 1990      | ф   | Тёмные ночи                     | Karartma Geceleri             |                     |
| 1990      | ф   | Бердель                         | Berdel                        | Ханифе              |
| 1990      | ф   | Согнутая шея скакуна            | Boynu Bükük Küheylan          | Назан               |
| 1990      | ф   | Было холодно и шёл дождь        | Soğuktu ve Yağmur Çiseliyordu |                     |
| 1990      | ф   | Хасан утонул                    | Hasan Boğuldu                 | мать Хасана         |
| 1990      | с   | Ребёнок на миллион              | Bir Milyara Bir Çocuk         |                     |
| 1990      | ф   | Никто для любви                 | Aşka Kimse Yok                |                     |
| 1991      | ф   | Первая любовь                   | İlk Aşk                       |                     |
| 1991      | мс  | Шоу Карши                       | Karşı Show                    |                     |
| 1993      | ф   | Свадьба                         | Düğün                         | мать Метина         |
| 1993      | ф   | Свадебная сказка                | Bir Düğün Masalı              |                     |
| 1993      | ф   | Искра                           | Kıvılcım                      |                     |
| 1993      | с   | Счастливые блоки                | Şans Blokları                 |                     |
| 1994      | ф   | Ради любви                      | Bir Aşk Uğruna                |                     |
| 1995      | с   | Теневой цветок                  | Gölge Çiçeği                  |                     |
| 1996      | ф   | Хлеб                            | Ekmek                         |                     |
| 1996      | ф   | Бледно-жёлтая роза              | Solgun Bir Sarı Gül           |                     |
| 1997      | кор | Я не забыл                      | Unutmadım                     |                     |
| 1999      | ф   | Гуммадруз                       | Hummadruz                     |                     |
| 1999      | с   | Я не сломлен                    | Yıkılmadım                    |                     |
| 1999      | мс  | Стол волков                     | Kurtlar Sofrası               |                     |
| 1999—2000 | с   | Отчим                           | Üvey Baba                     | ассистентка Нигяр   |
| 2000      | с   | Вода течёт                      | Su Sinekleri                  |                     |
| 2002      | с   | Родной дом                      | Ev Hali                       |                     |
| 2003      | с   | Спасибо                         | Şıh Senem                     |                     |
| 2005      | ф   | Кино — это чудо                 | Sinema Bir Mucizedir          | Фитнат              |
| 2007      | с   | Судьба                          | Kader                         | Эджхер              |
| 2007      | ф   | Суна                            | Suna                          | Севги               |
| 2007      | ф   | Улица Хиджран                   | Hicran Sokağı                 | доктор              |
| 2009—2010 | с   | Запретная любовь                | Aşk-ı Memnu                   | Ахсен Зиягиль       |
| 2013      | мс  | Фатих                           | Fatih                         | Азиме Уста          |
| 2014—2015 | с   | Это моя жизнь                   | O Hayat Benim                 | Семра               |
| 2017      | с   | Госпожа Фазилет и её дочери     | Fazilet Hanım ve Kızları      | Гюзиде Эгемен       |
| 2017      | кор | Акушерка                        | The Midwife                   | старшая акушерка    |
| 2021      | с   | Моя левая половинка             | Sol Yanım                     | Беррин Кутлусай     |
| 2022      | с   | Судья                           | Hakim                         | Семра Дагли         |